# Karbonpapper

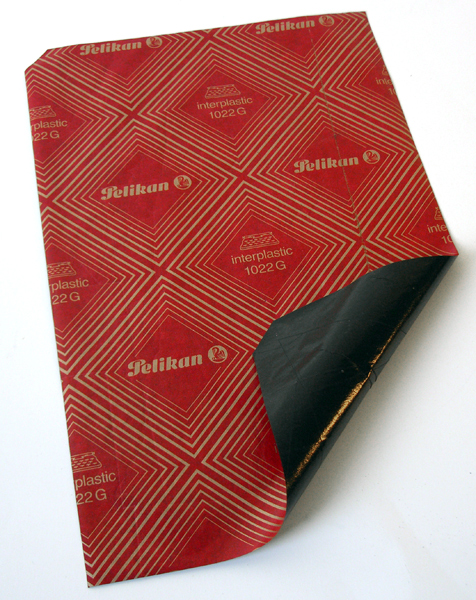
Ett karbonpapper. Den röda sidan vänds mot originalet, och den svarta mot kopian.

Karbonpapper  eller karbon är ett tunt kalkerpapper som används för att framställa kopior, se karbonkopia. Karbonpapperet har på ena sidan ett färglager (ursprungligen kol, därav namnet) som färgar av sig på kopian då det utsätts för tryck av till exempel en penna eller typerna på en skrivmaskin. Kopian uppstår alltså samtidigt som originalet skrivs, det går inte att framställa en karbonkopia i efterhand, trots att karbonpapper till utseendet påminner om original för gammaldags stenciler. Karbonpapper är oftast svarta, men andra färger har tillverkats, till exempel blå.
Tidigare, när laserskrivare inte var vanliga och mainframeutskrifter ofta tog lång tid, var det vanligt med utskriftspapper med tillhörande karbonpapper, ofta i flera lager. De färdiga utskrifterna skildes sedan åt i en särskild separator.
Karbonpapper användes när man ville ha enstaka kopior och använde skrivmaskin eller skrev för hand. Användningen av karbonpapper har minskat sedan fotostatkopiatorer och datorer med tillhörande skrivare slog igenom. Områden där de fortfarande (2015) förekommer är bland annat i block för post- och bankgiroblanketter.